# Docosia pannonica
Docosia pannonica är en tvåvingeart som beskrevs av Lastovka 2006. Docosia pannonica ingår i släktet Docosia och familjen svampmyggor.
Artens utbredningsområde är Tjeckien. Inga underarter finns listade i Catalogue of Life.